# Paracaesio stonei
Paracaesio stonei is een straalvinnige vis uit de familie van snappers (Lutjanidae) en behoort derhalve tot de orde van baarsachtigen (Perciformes). De vis kan een lengte bereiken van 50 centimeter. 

## Leefomgeving
Paracaesio stonei is een zoutwatervis. De vis prefereert een diepwaterklimaat en leeft hoofdzakelijk in de Grote Oceaan. De diepteverspreiding is 200 tot 320 meter onder het wateroppervlak. 

## Relatie tot de mens
Paracaesio stonei In de hengelsport wordt er weinig op de vis gejaagd. 